# Bénévent-et-Charbillac
Bénévent-et-Charbillac var en kommun i departementet Hautes-Alpes i regionen Provence-Alpes-Côte d'Azur i sydöstra Frankrike. Kommunen låg i kantonen Saint-Bonnet-en-Champsaur som ligger i arrondissementet Gap. Området som utgjorde den tidigare kommunen Bénévent-et-Charbillac hade 276 invånare år 2017.
Kommunen upphörde den 1 januari 2013, då den tillsammans med Les Infournas gick samman med kommunen Saint-Bonnet-en-Champsaur.

## Befolkningsutveckling
Antalet invånare i kommunen Bénévent-et-Charbillac
| Referens: INSEE |